# PAGEOS
PAGEOS (en anglais : PAssive Geodetic Earth Orbiting Satellite, « satellite géodésique passif en orbite autour de la Terre » ou PAGEOS-A) était un satellite ballon lancé par la NASA en juin 1966.

## Caractéristiques
PAGEOS avait un diamètre d'exactement 30,48 m, et était constitué d'un film plastique mylar de 12,7 µm d'épaisseur recouvert d'aluminium déposé en phase vapeur renfermant un volume de 14 800 m3 et était utilisé pour le Weltnetz der Satellitentriangulation (Réseau mondial de triangulation par satellites), une coopération mondiale organisée par Hellmut Schmid (en) (Suisse et États-Unis) en 1969-1973.
Achevé en 1974, le réseau connectait 46 stations (distance de 3000 à 5000 km) de tous les continents avec une précision de 3 à 5 m (environ 20 fois mieux que les triangulations terrestres à cette époque).

## Orbite
PAGEOS a été placé sur une orbite polaire (inclinaison de 85 à 86°) avec une hauteur d'environ 4000 km, qui avait progressivement diminué au cours de ses 9 années d’exploitation. Le satellite s'est partiellement désintégré en juillet 1975, suivi d'une deuxième rupture en janvier 1976, qui a entraîné la libération d'un grand nombre de fragments. La plupart d'entre eux sont rentrés dans l'atmosphère au cours de la décennie suivante. Les données de PAGEOS ont été suivies 11 fois.
Les prédécesseurs de PAGEOS en triangulation par satellite étaient les ballons Echo 1 (1960, 30 m) et Echo 2 (1964, 40 m), également utilisés pour les télécommunications passives. Leur magnitude apparente (luminosité) était de 1 mag, celle de PAGEOS, de 2 mag (comme l'Étoile polaire) en raison de son orbite plus élevée. PAGEOS a donc pu être observé simultanément du sol dans des endroits tels que l'Europe et l'Amérique du Nord. PAGEOS est apparu comme une étoile au mouvement lent (à première vue, il semblerait qu'il soit immobile). Sa période orbitale était d'environ trois heures. En raison de son orbite élevée et de son inclinaison polaire, il évitait l'ombre de la Terre et pouvait être observé à toute heure de la nuit (les satellites en orbite basse ne sont observables que peu de temps après le coucher du soleil et avant son lever). Au début des années 1970, PAGEOS variait de la magnitude apparente 2 à au-delà de la visibilité sur une période de quelques minutes.
En 2016, l'un des plus gros fragments de PAGEOS s'est désorbité.